# Cicârlău
 (février 2021).
Si vous disposez d'ouvrages ou d'articles de référence ou si vous connaissez des sites web de qualité traitant du thème abordé ici, merci de compléter l'article en donnant les références utiles à sa vérifiabilité et en les liant à la section « Notes et références ».
Cicârlău  (Nagysikárló en hongrois) est une commune roumaine du județ de Maramureș, dans la région historique de Transylvanie et dans la région de développement du Nord-Ouest.

## Géographie
La commune de Cicârlău est située sur la rive gauche de la rivière Someș, affluent de la Tisa, à 15 km à l'ouest de Baia Mare, la préfecture du județ. La commune est traversée par la route nationale DN1C qui relie Baia Mare et Satu Mare.
Elle est composée des villages de Cicârlău (1 834 habitants en 2002), de Bârgău (280 habitants en 2002), de Ilba (1 412 habitants en 2002) et de Handalui Ilbei (487 habitants en 2002).

## Histoire
Après son incroporatiion au territoire roumain à la suite du Traité de Trianon et du démembrement de l'Empire Austro-hongrois, la commune a fait partie du județ de Satu Mare. Elle n'a rejoint le județ de Maramureș qu'après la Seconde Guerre mondiale.

## Démographie
En 1910, la commune comptait 2 323 Roumains (86,5 % de la population totale) et 353 Hongrois (13,1 %).
En 1930, la commune comptait 2 575 Roumains (92,1 %), 115 Hongrois (4,1 %) et une petite communauté juive de 63 personnes (2,3 %) qui fut exterminée durant la Shoah.
En 2002, 3 930 Roumains (97,9 %) habitaient la commune ainsi que 78 Hongrois (1,9 %).
| 1880  | 1900  | 1910  | 1930  | 1956  | 1977  | 1992  | 2002  | 2007  |
| ----- | ----- | ----- | ----- | ----- | ----- | ----- | ----- | ----- |
| 2 088 | 2 425 | 2 685 | 2 797 | 3 520 | 4 628 | 4 100 | 4 013 | 4 025 |